# Westland Marathon 1971
De Westland Marathon 1971 werd gehouden op zaterdag 22 mei 1971. Het was de derde editie van deze marathon.
De Oostenrijker Georg Förster won de wedstrijd in 2:25.43. Hij had een grote voorsprong op de rest van het veld.
In totaal finishten er 80 deelnemers. Er namen geen vrouwen deel aan de wedstrijd, want marathonwedstrijden voor vrouwen bestonden er in die tijd nog niet.

## Uitslag
| rang   | naam            | land | tijd      |
| ------ | --------------- | ---- | --------- |
| Goud   | Georg Förster   | AUT  | 2:25.43,4 |
| Zilver | Wim Hol         | NED  | 2:29.04,3 |
| Brons  | Dirk de Bruin   | NED  | 2:33.32,3 |
| 4      | Johan Kijne     | NED  | 2:35.38,0 |
| 5      | Louis Vink      | NED  | 2:35.49,6 |
| 6      | Steef Kijne     | NED  | 2:36.48,6 |
| 7      | E. Goldmann     | AUT  | 2:37.35,4 |
| 8      | H. Elmer        | AUT  | 2:38.34,3 |
| 9      | Hans de Rijck   | NED  | 2:38.58,8 |
| 10     | Klaas de Ruiter | NED  | 2:39.56,4 |

1969 ·
1970 ·
1971 ·
1972 ·
1973 ·
1974 ·
1975 ·
1976 ·
1977 ·
1978 ·
1979 ·
1980 ·
1981 ·
1982 ·
1983 ·
1984 ·
1985 ·
1986 ·
1987 ·
1988 ·
1989 ·
1990 ·
1991 ·
1992 ·
1993 ·
1994 ·
1995 ·
1996 ·
1997 ·
2014